# Francisco A. Marcos Marín

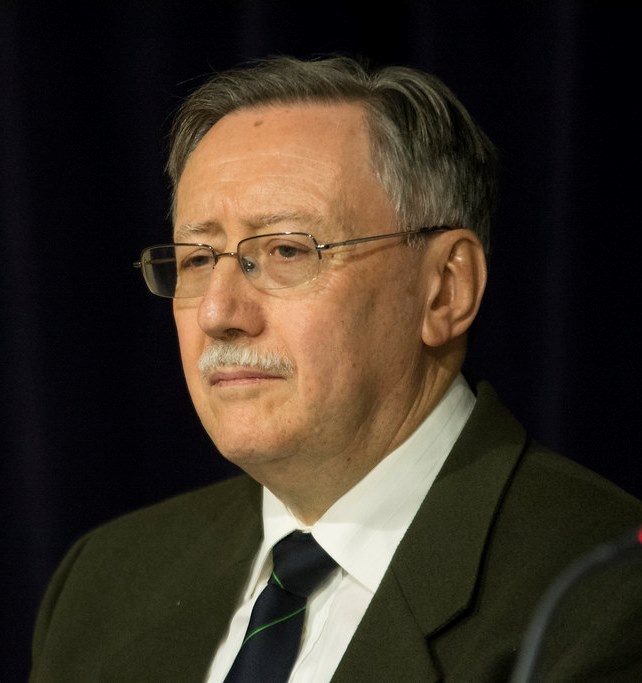
Francisco A. Marcos Marín (21. Mai 2022).

Francisco Adolfo Marcos y Marín (* 1946 in Madrid) ist ein spanischer Linguist und Hochschullehrer, der seit 2004 an der University of Texas at San Antonio lehrt.

## Leben
Nach seinem Abschluss mit dem akademischen Grad eines Bachelors, den er am Instituto Padre Suárez de Granada erwarb, studierte unter anderem bei Emilio Orozco und Antonio Domínguez Ortiz an der Universidad Complutense in Madrid. Dort belegte er zunächst Kurse in Kunstgeschichte bei José María de Azcárate Ristori und in Latein bzw. Vulgärlatein bei Sebastián Mariner. Er kombinierte das Studium der Romanistik mit einigen Arabisch-Kursen, so insbesondere der semitischen Philologie. Als Schüler von Elías Terés, mit dem er als Thema für seine Doktorarbeit (1971) entwickelte „Poesia, Narrativa, Arabe y Epica Hispanica: Elementos Arabes en los Origenes de la Epica Hispanica“  wurde Marcos Marín in romanischer Philologie promoviert. Zuvor erwarb er den Master, Maestría ebenfalls in der Romanistik.
Von 1968 bis 1969 war er im Bereich der spanischen Sprachgeschichte an Universidad Complutense in Madrid als Hilfsprofessor, Profesor Ayudante Doctor tätig. Es folgten mehrere universitäre Tätigkeiten u. a. von 1969 bis 1971 in Kanada an der Faculté de Lettres de l'Université de Montréal.
Er begann sich schon früh mit Fragen der Computerlinguistik und Digital Humanities zu beschäftigen.
Seine eigentliche Hochschullaufbahn begann mit einer Lehrtätigkeit von 1976 bis 1981 als Professor für spanische Geschichte, Catedrático de Historia del Español an der geisteswissenschaftlichen Fakultät, Facultad de Letras an der Universität Valladolid. Von 1981 bis 2006 lehrte als Professor für allgemeine Linguistik, Catedrático de Lingüística General in der geisteswissenschaftlichen Fakultät der Autonomen Universität Madrid, Universidad Autónoma de Madrid.
Zwischenzeitlich ernannte man ihn im Jahre 1999 zum Director Académico del Instituto Cervantes, eine Aufgabe, die er bis zum Jahre 2001 wahrnahm. Hiernach erhielt er einen Ruf an die Universität La Sapienza in Rom. Er lehrte und forschte dort von 2001 bis zum Jahre 2006.
Marcos Marín gehörte von 2015 bis 2020 dem Europäischen Forschungsrat an. Seit dem Jahre 2011 war er als Honorarprofessor an verschiedenen europäischen Hochschulen tätig, so an der Universidad Carlos III, Madrid, an der Universidad Jaime I, Castellón, an der Leopold-Franzens-Universität in Innsbruck.
Im Jahre 2004 wurde ihm der Humboldt-Forschungspreis der Alexander von Humboldt-Stiftung verliehen.

## Werke (Auswahl)
- "Poesía Narrativa Árabe y Epica Hispánica" (1971)
- "Aproximación a la Gramática Española" (1972)
- "Lingüística y Lengua Española" (1975)
- "El Comentario Lingüístico (Metodología y Práctica.)" (1977)
- "Estudios sobre el Pronombre" (1978)
- "Reforma y modernización del Español (Ensayo de Sociolingüística Histórica)" (1979)
- "Curso de Gramática Española" (1980)
- "Literatura Castellana Medieval. De las Jarchas a Alfonso X" (1980)
- "Metodología del Español como Lengua Segunda"" (1983)
- "Comentarios de Lengua Española"  (1983)
- "Cantar de Mio Cid. Edición modernizada, estudio y notas" (1984)
- "Libro de Alexandre. Estudio y edición" (1987)
- "Lingüística Aplicada" con Jesús Sánchez Lobato (1988)
- "Introducción a la Lingüística: Historia y Modelos" (1990)
- "Conceptos básicos de política lingüística para España" (1994)
- "Informática y Humanidades" (1994)
- "El Comentario Filológico con Apoyo Informático" (1996)
- "Cantar de Mio Cid. Edición. (Introducción, Edición Crítica, Versión en Español Moderno y Notas)" (1997)
- "Gramática española" mit F. Javier Satorre Grau und María Luisa Viejo Sánchez (1998)
- "Guía de gramática de la lengua española" mit Paloma España Ramírez (2001)
- "Los retos del español" (2006)
- "Se habla español" mit Amando de Miguel (2009)
- "Más allá de la ortografía. La primera ortografía hispánica" mit Paloma España Ramírez
- "Humanidades Hispánicas. Lengua, cultura y literatura en los estudios graduados", mit Daydi-Tolson, S., Membrez, N.J., Chappell, W.L., Wallace, M.L., de Miguel, A., Urrutia Gómez, J., de Diego, R., Salazar Ramírez, M.S., Benavides, A., Sánchez Díez, A., Guillot, V. (2018)
- "西班牙语语言通论 Xībānyá yǔ yǔyán tōnglùn. Teoría y práctica de la lengua Española", mit Xuhua Lucía Liang (2022)
- "Dominio y Lenguas en el Mediterráneo Occidental hasta los inicios del español" (2023)